# 後藤真希コンサートツアー2003秋 〜セクシー!マッキングGOLD〜
『後藤真希コンサートツアー2003秋 〜セクシー!マッキングGOLD〜』（ごとうまきコンサートツアー2003あき - セクシーマッキングゴールド）は、後藤真希のライブビデオ。

## 概要
メロン記念日とともに行われたツアーから、東京厚生年金会館でのライブを収録。

## 収録曲
1. OPENING
2. 愛のバカやろう
3. やる気! IT'S EASY
4. MC-1
5. 原色GAL 派手に行くべ!
6. 晴れた日のマリーン
7. 絵日記映像コーナー
8. 特等席
9. 手を握って歩きたい
10. MC-2
11. 未来の扉(後藤真希&メロン記念日)
12. MC-3
13. チャンス of LOVE(メロン記念日)
14. MC-4
15. MI DA RA 摩天楼(メロン記念日)
16. This is 運命
17. うわさのSEXY GUY
18. SHALL WE LOVE?(後藤Version)
19. 溢れちゃう…BE IN LOVE(A Passionate Mix)
20. くちづけのその後(後藤Version)
21. MC-5
22. 盛り上がるしかないでしょ!
23. 抱いてよ! PLEASE GO ON
24. MC-6
25. LIKE A GAME
26. MC-7
27. スクランブル